# Buslijn 630
Buslijn 630 Wijgmaal Remy - Leuven Station - Haasrode Brabanthal verbindt Wijgmaal met de Brabanthal op het industrieterrein via een efficiëntere reisweg dan lijn 4. Bij grotere evenementen in de Brabanthal worden er ook vaak extra ritten ingelegd. Op zondagen is dat dan de enige manier om de Brabanthal te bereiken. Over de N19 en op de R23 tussen de Aarschotsepoort en het station loopt de reisweg gelijk met bussen 333, 334 en 335. Voor de komst van de Binnenringbus 601 was het ook de beste verbinding met de Tiensepoort en de Geldenaaksebaan, aangezien er 2 keer 3 uur per dag om het kwartier bussen langsrijden.

## Geschiedenis

### 2004
Op 1 oktober 2004 werd lijn 630 geïntroduceerd als De Joblijn. De reisweg was tussen het Philipsterrein aan Parkpoort en de Remysite in Wijgmaal.

### 2005
In 2005 werd besloten om de naam joblijn niet meer te gebruiken, omwille van het misverstand bij het doelpubliek dat deze bus enkel voor werknemers bedoeld zou zijn.

### 2007
Op 2 april 2007 werd lijn 630 doorgetrokken naar het Industrieterrein van Haasrode samen met de komst van de Ringbus 600.

### 2025
Op 5 januari 2025 ging lijn 630 uit dienst ten gevolge van een hervorming van het vervoersplan in en rondom Leuven. De nieuwe lijn 15 vervangt het deel tussen Leuven Station en Haasrode UCLL. Verder is het industrieterrein in Haasrode nog aan een hogere frequentie bereikbaar met de nieuwe lijn 43. Tussen Leuven Station en Wilsele Viaduct bedient lijn 14 de haltes. Vanaf daar wordt het traject tot en met de halte Ymeria overgenomen door de nieuwe lijn 4. De laatste halte Wijgmaal Station wordt enkel nog bediend door lijnen met een beperkte frequentie.

## Route
- Kaart van traject op Openstreetmap

## Externe verwijzingen
- haltelijst
- routeplan
- Website De Lijn